# Pârteștii de Jos
Pârteștii de Jos je rumunská obec v župě Sučava. V roce 2011 zde žilo 2 778 obyvatel. Obec se skládá ze čtyřech částí. V samotné vesnici Pârteștii de Jos žilo 1 945 obyvatel.

## Části obce
- Pârteștii de Jos – 1 945 obyvatel
- Deleni – 622 obyvatel
- Varvata – 42 obyvatel
- Vârfu Dealului – 169 obyvatel